# Сант'Антонио (Мантова)
Сант'Антонио је насеље у Италији у округу Мантова, региону Ломбардија.
Према процени из 2011. у насељу је живело 13596 становника. Насеље се налази на надморској висини од 31 м.